# Nicolae Ampoițan
Nicolae Micky Ampoițan (n. 1927, Abrud, România – d. 2005, Uberlingen, Germania) a fost un saxofonist și clarinetist român.
A studiat la Conservatorul „George Dima” din Cluj. A fost membru al orchestrelor Electrecord, al Teatrului de estradă „Constantin Tănase”, al Radioteleviziunii. A participat la festivaluri de jazz la Sibiu, Ploiești etc.
S-a stabilit la sfârșitul anilor 1970 sau începutul anilor 1980 în Germania Federală, unde a fost profesor de muzică și membru al orchestrei Jailhouse Jazzmen.